# Архиепархия Самоа-Апиа

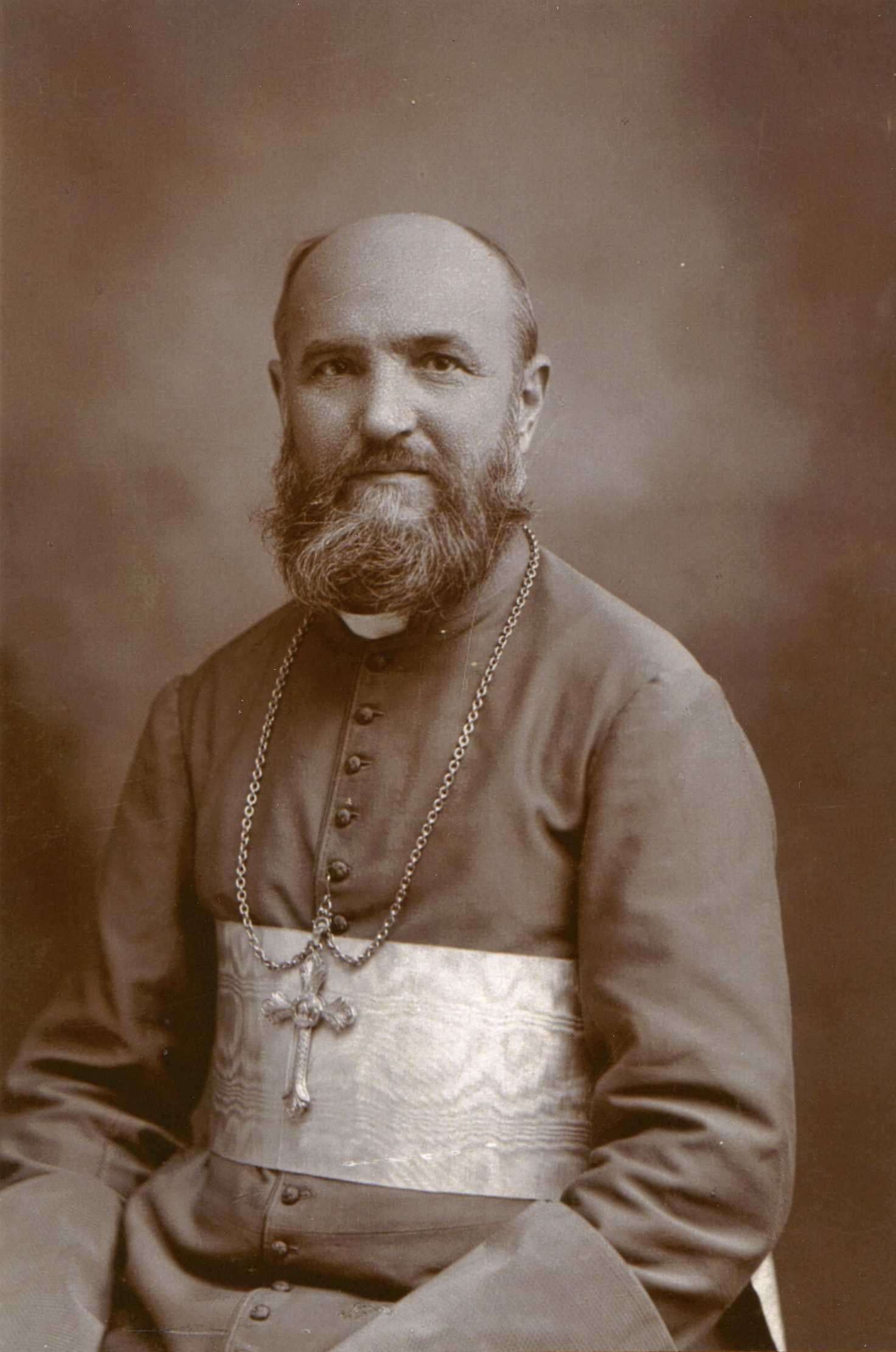
Ординарий апостольского викариата островов Самоа епископ Пьер-Жан Бройер

 Архиепархия Самоа-Апиа (лат. Archidioecesis Samoa-Apiana) — архиепархия Римско-католической церкви с центром в городе Апиа, Самоа. В митрополию Само-Апиа входят епархия  Самоа — Паго-Паго и миссии sui iuris Токелау и Фунафути. Кафедральным собором архиепархии Самоа-Апиа является собор Непорочного Зачатия Пресвятой Девы Марии.

## История
Первые католические миссионеры из монашеской конгрегации мариистов прибыли на острова Самоа в 1845 году. 20 августа 1850 года Святой Престол учредил апостольский викариат островов Самоа, который был выделен из апостольского викариата Центральной Океании (сегодня — Епархия Тонга).
4 января 1957 года апостольский викариат островов Самоа был переименован в апостольский викариат Самоа и Токелау.
21 июня 1966 года Римский папа Павел VI выпустил буллу Prophetarum voces, которой преобразовал апостольский викариат Самоа и Токелау в епархию Самоа.
10 августа 1974 года епархия Самоа была переименована в епархию Апиа, Самоа и Токелау. 3 декабря 1975 года епархия снова стала называться как епархия Самоа и Токелау.
10 сентября 1982 года епархия Самоа и Токелау передала часть своей территории новой епархии Самоа-Паго Паго. В этот же день Римский папа Иоанн Павел II возвёл буллой Maiorem ad utilitatem епархию Самоа и Токелау в ранг архиепархии.
26 июня 1992 года архиепархия Самоа и Токелау передала часть своей территории миссии sui iuris на Токелау и стала называться как Самоа-Апиа.

## Ординарии архиепархии
- священник Pierre Bataillon (1850—1870);
- священник Aloys Elloy (1870 — 22.11.1878) — апостольский администратор;
- священник Jean-Amand Lamaze (7.05.1879 — 1896) — апостольский администратор;
- епископ Pierre-Jean Broyer (30.03.1896 — 9.10.1918);
- епископ Joseph Darnand (4.08.1919 — 23.11.1953);
- епископ Jean Baptiste Dieter (16.11.1953 — 28.06.1955);
- епископ George Hamilton Pearce (29.02.1956 — 22.06.1967) — назначен архиепископом Сувы;
- кардинал Пий Таофинуу (11.01.1968 — 16.11.2002);
- архиепископ Alapati Lui Mataeliga (6.11.2002 — по настоящее время).

## Источник
- Annuario Pontificio, Ватикан, 2007
- Булла Prophetarum voces Архивная копия от 3 февраля 2014 на Wayback Machine  (лат.)
- Булла Maiorem ad utilitatem, AAS 75 (1983) I, p. 7 Архивная копия от 27 марта 2010 на Wayback Machine  (лат.)